# Akiko Yonemura
Akiko Yonemura (født 25. januar 1984) er en kvindelig professionel tennisspiller fra Japan.
Akiko Yonemura højeste rangering på WTA single rangliste var som nummer 208, hvilket hun opnåede 12. maj 2008. I double er den bedste placering nummer 137, hvilket blev opnået 28. april 2008. 